# V.League Top Match 2015 (femminile)
Il V.League Top Match di pallavolo femminile 2015 si è svolto il 12 aprile 2015: al torneo hanno partecipato una squadra di club giapponese e una squadra di club sudcoreana; la vittoria finale è andata per la prima volta alle NEC Red Rockets.

## Regolamento
Si affrontano in gara unica il club campione della V.Premier League giapponese ed il vincitore della V-League sudcoreana.

## Partecipanti
| Squadra              | Qualificazione                         | Ultima partecipazione   |
| -------------------- | -------------------------------------- | ----------------------- |
| IBK Altos            | Vincitrice V-League 2014-15            | V.League Top Match 2013 |
| Red Rockets Kawasaki | Vincitrice in V.Premier League 2014-15 | Debutto                 |

## Torneo
| 12 aprile 2015 Jangchung Gymnasium, Seul Durata: 1h:16 - Spettatori: 2 600 | IBK Altos | 0 - 3 | NEC Red Rockets | 13-25, 14-25, 23-25 |

## Premi individuali
| Premio                 | Giocatrice      | Squadra         |
| ---------------------- | --------------- | --------------- |
| MVP                    | Mizuki Yanagita | NEC Red Rockets |
| Most Impressive Player | Kim Hee-jin     | IBK Altos       |